# Meditación cristiana

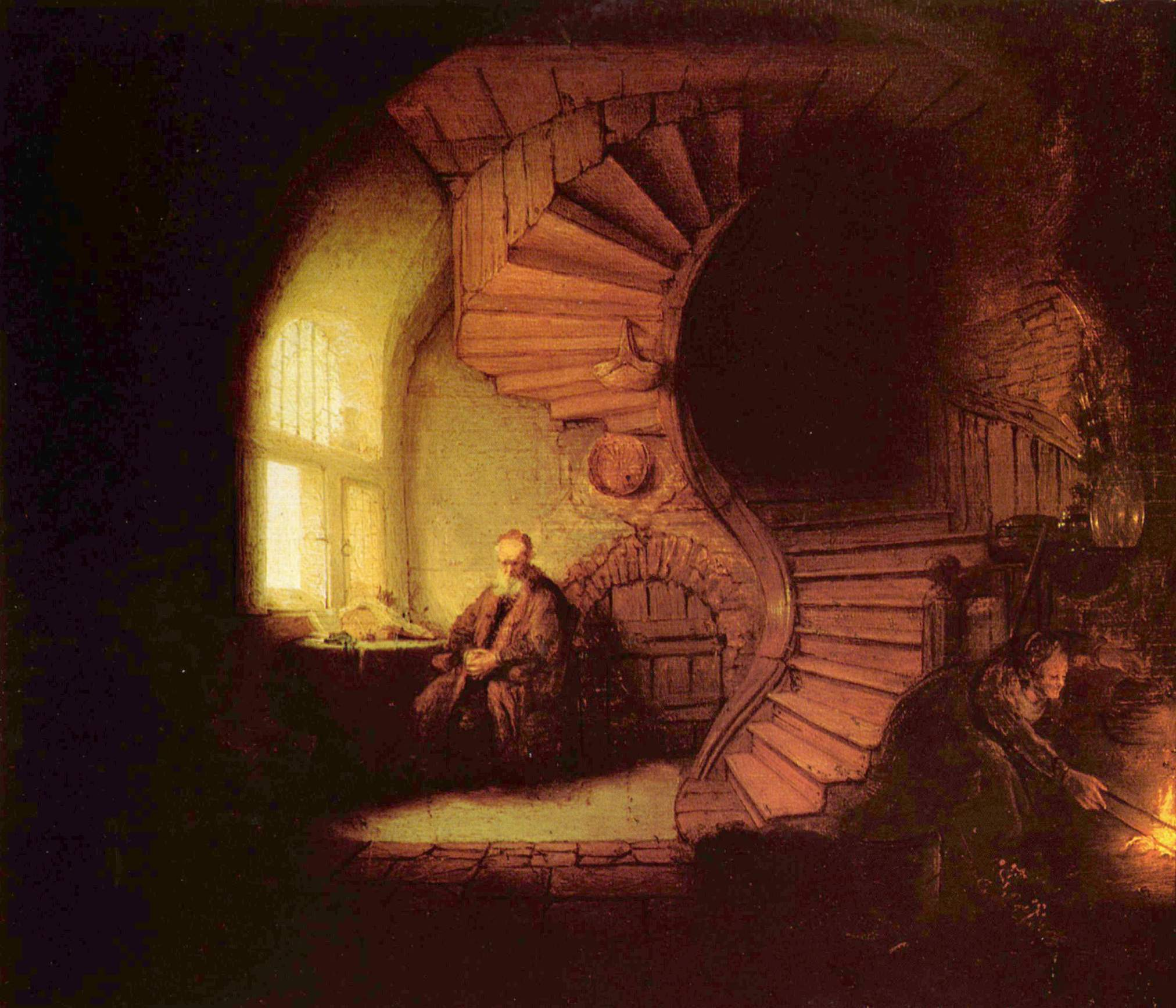
El filósofo meditando, de Rembrandt.

Meditación cristiana es el proceso de enfocar deliberadamente el pensamientos en Dios, su palabra y su obra. La meditación es una expresión de la oración cristiana. Se hace con ayuda de algún libro o escrito como la Biblia, los textos litúrgicos del día, escritos de los padres de la Iglesia o de los santos, etc.

## Iglesia católica
El Catecismo de la Iglesia católica se refiere a la meditación como una búsqueda (sección 2705). El ser humano trata de comprender el porqué y el cómo de la vida cristiana para adherirse y responder a lo que el Señor pide (sección 2705). En la meditación interviene el pensamiento, la imaginación, la emoción y el deseo; los cuales son necesarios para profundizar en las convicciones de fe, suscitar la conversión del corazón y fortalecer la voluntad de seguir a Cristo (sección 2708). La meditación como reflexión orante permite al cristiano avanzar hacia la unión con Dios (sección 2708).

### Métodos de meditación
Desde la época de la Reforma Católica, los católicos han usado los siguientes métodos de meditación discursiva: el método de los tres poderes descrito en los Ejercicios Espirituales de Ignacio de Loyola, el método de San Alfonso que es una ligera alteración de los Ejercicios Espirituales, el método llamado de San Sulpicio, el método propuesto por Francisco de Sales en su obra Una introducción a la vida devota.

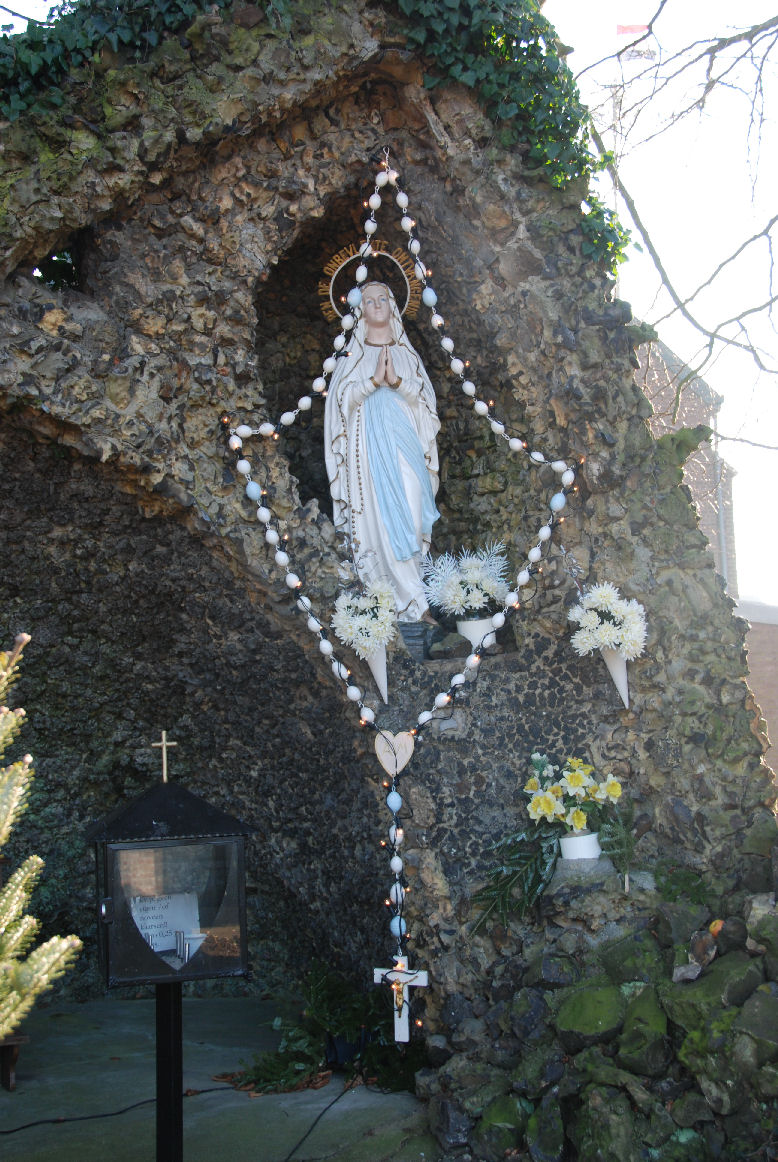
El Santo Rosario

La meditación también forma parte del Santo Rosario y de la Lectio Divina (Catecismo de la Iglesia católica, sección 2708). La Lectio Divina tiene un paso llamado meditatio en la que la persona, con la ayuda del Espíritu Santo, trata de escuchar lo que Dios le dice a través de la Biblia. En la meditatio, la persona se pregunta qué le dice el texto leído, confronta ese texto con otros pasajes de la Biblia y ve si el texto le indica alguna sugerencia a ser aplicada en su vida diaria.
La Iglesia católica permite la diversidad de métodos de meditación, siempre y cuando los métodos sean un guía que conduzca a Cristo. (Catecismo de la Iglesia católica, sección 2707).
La Congregación para la Doctrina de la Fe publicó en 1989 un documento llamado Carta a los obispos de la Iglesia católica sobre algunos aspectos de la meditación cristiana. En él se advierte a los católicos sobre los posibles peligros para la fe cuando se mezcla la meditación cristiana con estilos de meditación provenientes de otras religiones o sistemas filosóficos, como el hinduismo o el budismo.

## Iglesia ortodoxa
En el cristianismo ortodoxo no se suelen usar métodos de meditación discursiva como los empleados por los católicos. Según el obispo ortodoxo inglés Kallistos Ware, los oficios litúrgicos de los ortodoxos son muy largos y ofrecen repeticiones frecuentes de textos bíblicos claves y de imágenes, por lo que no son necesarios esos métodos de meditación.
Los hesicastas emplean la oración de Jesús en la meditación. Las repeticiones de la oración de Jesús se adaptan al ritmo respiratorio natural de la persona.